# Chris Eigeman
Christopher Eigeman (* 1. března 1965 Denver, Colorado) je americký herec, režisér, scenárista a producent.

## Životopis
Narodil se v Denveru v Coloradu v roce 1965. V letech 1979 až 1983 navštěvoval školu Putney ve Vermontu. V roce 1987 absolvoval Kenyon College v Gambieru ve státě Ohio, získal zde bakalářský titul v oborech angličtina a divadlo. Od roku 1993 je ženatý s Lindou D. Eigemanovou. V roce 2008 se páru narodil syn.
V devadesátých a nultých letech účinkoval ve snímcích Kopanec a křik (1995), Pan Žárlivý (1997), Highball (1997), Krásná pokojská (2002), Dokonalá (2002) nebo Cvokař (2006). Na začátku třetího milénia se objevil například v seriálech Gilmorova děvčata, Hranice nemožného, Kriminálka Miami, Malcolm v nesnázích nebo Krajní meze.
V roce 2007 napsal a režíroval film Proti proudu, s Famke Janssen v hlavní roli. V roce 2018 napsal a režíroval horor Seven in Heaven.

## Filmografie
- Metropolitan (1990) – Nick Smith
- Barcelona (1994) – Fred Boynton
- Kopanec a křik (1995) – Max Belmont
- Highball (1997) – Fletcher
- The Next Step (1997) – David
- Pan Žárlivý (1997) – Dashiell Frank (také producent)
- Poslední dny disca (1998) – Des
- Však ty víš (1999-2000) - Arthur Garment
- Malcolm v nesnázích (2001–2005) – Lionel Herkabe
- The Next Big Thing (2002) – Gus Bishop
- Dokonalá (2002) – Jimmy
- Krásná pokojská (2002) – John Bextrum
- Cesta do války (2002) – Bill Moyers
- 7 Songs (2003) – Micah
- Jak ostříhat Adama (2004) – Tom Sheppard
- Gilmorova děvčata (2004) – Jason Stiles
- Cvokař (2006) – Jake Singer
- Proti proudu (2007) – Mike Simms (také výkonný producent, scenárista a režisér)
- Krajní meze (2008) – David Esterbrook
- Smrtelné lži (2012) – Gavin Briar
- Girls (2012) – Alistiar (díl: „Pilot“)
- Bunheads (2012) – Conor (díl: „Blank Up, It's Time“)
- Gilmorova děvčata: Rok v životě (2016) – Jason Stiles (díl: „Zima“)
- Seven in Heaven (2018) – režisér a scenárista